# Бейбутов, Рашид Меджид оглы
Раши́д Меджи́д оглы Бейбу́тов (азерб. Rəşid Məcid oğlu Behbudov, Рəшид Мәҹид оғлу Беһбудов; 1 декабря 1915, Тифлис, Российская империя — 9 июня 1989, Москва, СССР) — советский, азербайджанский эстрадный и оперный певец (тенор), актёр. Избирался депутатом Верховного Совета Азербайджанской ССР (III, IV, V VI созывы). Был депутатом Совета Национальностей Верховного Совета СССР VII—XI созывов.
Герой Социалистического Труда (1980). Народный артист СССР (1959). Лауреат Сталинской премии II степени (1946) и Государственной премии Азербайджанской ССР (1978).

## Биография
Рашид Бейбутов родился 1 (14) декабря 1915 года в Тифлисе (ныне Тбилиси, Грузия). По национальной принадлежности — азербайджанец. Его отец, Меджид Бейбутов, родился в Шуше, также был певцом. Мать — Фируза Векилова родом из села Салахлы (Газахский район). 
В 1933 году поступил в железнодорожный техникум, где стал организатором самодеятельного студенческого оркестра. В годы службы в РККА был солистом армейского ансамбля.
После службы недолго пел в одном из тбилисских эстрадных коллективов. С 1934 года — солист Ереванской филармонии. В 1938—1944 годах — солист Государственного джазового оркестра Армении под управлением композитора А. Айвазяна, гастролировал с джазом по стране. Одновременно начал петь в Армянском театре оперы и балета им. А. А. Спендиарова в Ереване. В годы войны выступал на Крымском фронте.

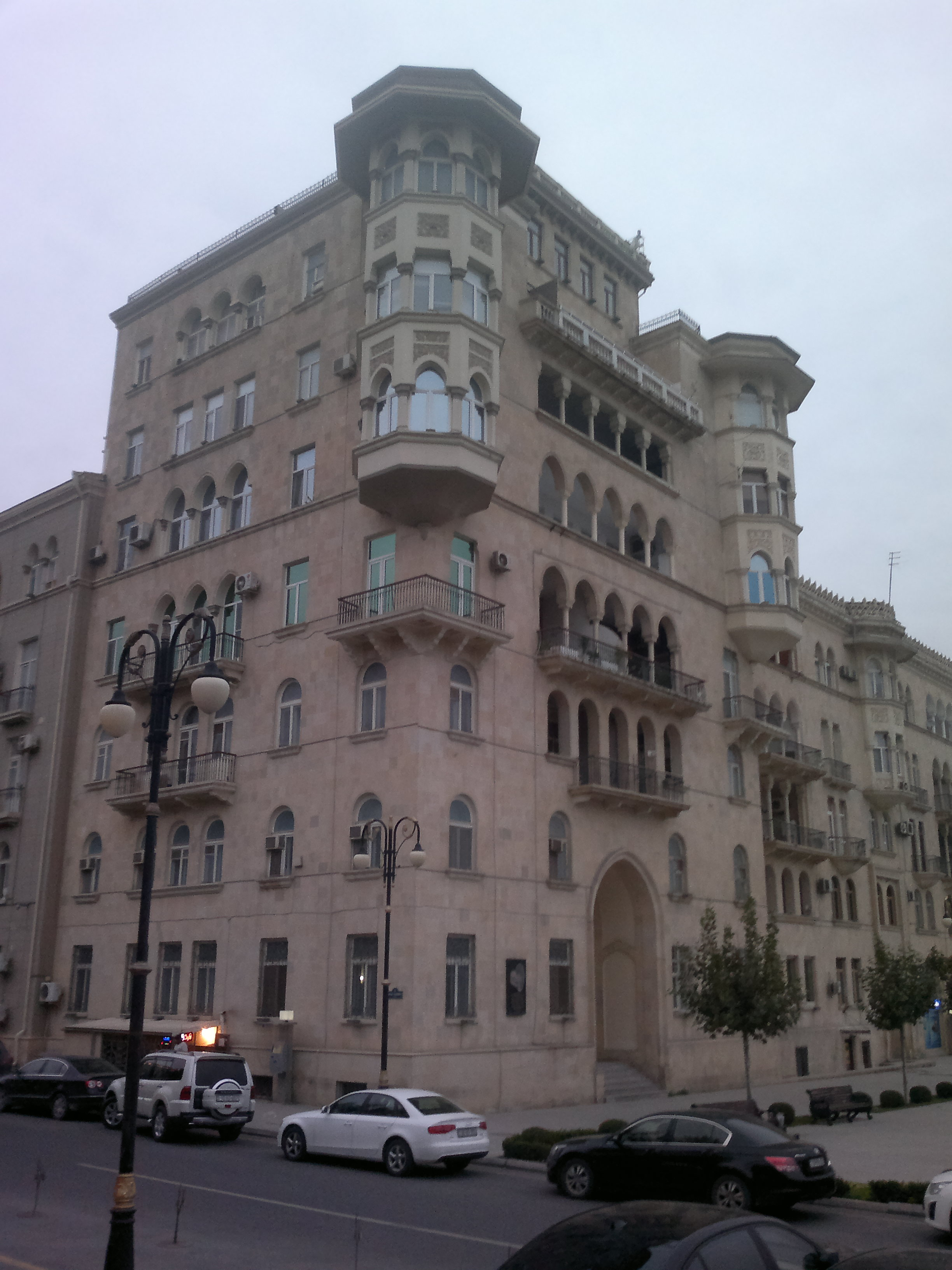
Дом в Баку, в котором жил Рашид Бейбутов («Жилой дом учёных»)

В 1943 году Бакинская киностудия решила создать фильм «Аршин Мал-Алан» по одноимённой оперетте Узеира Гаджибекова. Один из постановщиков фильма случайно оказался на концерте в доме офицеров в Баку, где певец исполнял арию Аскера, и пригласил его на главную роль в фильме. Вышедший в 1945 году фильм с огромным успехом прошёл на экранах СССР и многих зарубежных стран.
В 1944—1956 годах — солист Азербайджанской филармонии, в 1953—1960 — Азербайджанского театра оперы и балета им. М. Ф. Ахундова, где исполнял главные партии в опере «Севиль» Ф. Амирова (Балаш) и в музыкальной комедии «Аршин мал алан» У. Гаджибекова (Аскер).
В 1957 году создал при Азербайджанской филармонии концертный ансамбль, объединяющий стилистику джаза и азербайджанские народные инструменты, был его художественным руководителем (1957—1959).
Был избран депутатом Верховного Совета Азербайджанской ССР VI созыва (1963—1966) от Кергеланского избирательного округа № 256. В 1966 году организовал Азербайджанский театр песни (сейчас носящий его имя), был художественным руководителем и солистом этого театра до конца своих дней.
В 1930—1940-х годах на волне моды на высокие мягкие мужские голоса певец обрёл широкую популярность как в республиках Кавказа и Закавказья, так и в России. Его голос — тенор приятного нежного и тёплого тембра, широкого диапазона, сочетающий в себе европейскую постановку и певческое дыхание и свободную гортанную манеру пения, характерную для мугама. Прекрасно владел русским языком, пел совершенно без кавказского акцента. Манера исполнения — немного наигранная, характерная для культур Кавказа и Турции, сентиментальная, очень радостная и оптимистическая. В популярности с ним среди выходцев с Кавказа может сравниться только Муслим Магомаев.

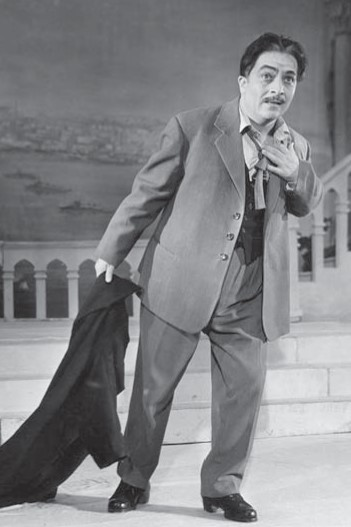
Рашид Бейбутов в партии Балаша в опере Ф. Амирова «Севиль».

В начале 1950-х годов побывал на гастролях в Болгарии, Венгрии, Италии, Индии, Китае. Выступал также в Сирии, Турции, Египте, Иордании, Иране, Ираке, Финляндии, Польше и в странах Латинской Америки.
Много и успешно гастролировал по различным регионам СССР и зарубежным странам, обязательно включая в свой репертуар песни на языках народов тех стран, где он выступал. Известен случай, когда жители одной из индийских деревень перекрыли движение на железной дороге и не отпускали состав с советскими артистами, пока перед ними не выступил певец.
Много сделал для становления национальной оперы и музыкальной комедии. Выигрышная сценическая внешность, большой артистический талант и обаяние, способность к пониманию любой национальной музыки принесли ему огромный успех, сопровождавший его на протяжении всей жизни.
Песенный репертуар певца был очень широк. Основное место в нём занимали произведения азербайджанских композиторов, азербайджанские народные песни (в том числе «Кавказская застольная» и «Песня нефтяника» Т. Кулиева, «Баку» С. Рустамова на стихи Ю. Гасанбекова (русский текст В. Татаринова). Помимо песен народов Кавказа, пел русские народные песни, классические романсы XIX века, песни советских композиторов, выступая очень тонким и чувствительным интерпретатором (в том числе «Подмосковные вечера» В. Соловьёва-Седого на стихи М. Матусовского, «Я люблю тебя, жизнь» Э. Колмановского на стихи К. Ваншенкина).
Снялся в нескольких художественных фильмах.
Депутат Совета Национальностей Верховного Совета СССР 7—11 созывов (1966—1989) от Нахичеванской АССР.
Рашид Бейбутов скончался 9 июня 1989 года после госпитализации в Кремлёвскую больницу в Москве. Похоронен на Аллее почётного захоронения в Баку.

## Семья
Отец — Меджид Бейбутов (1873, Шуша—1945, Казах), азербайджанский народный певец-ханенде, представитель карабахской школы мугама.
Мать — Фируза Векилова (1878, Сальян —1927, Баку), родом из Казаха, армянский и азербайджанский педагог и просветитель, была преподавателем русского языка, а также руководителем драматического кружка в Тифлисском клубе.
Брат — Энвер Бейбутов (1912, Шуша—1993, Москва) — азербайджанский советский театральный режиссёр, Народный артист РСФСР (1965).
Сестра — Наджиба Бейбутова (1914, Тифлис—1999, Баку) — актриса Азербайджанского театра музыкальной комедии. Заслуженная артистка Азербайджанской ССР.
Племянник — Джафар Бейбутов (1951, Баку—2019, Киев), азербайджанский певец.
Супруга — Джейран ханум Бейбутова (?—2017).
- Дочь — Рашида Бейбутова (род. 1965), певица, заслуженная артистка Азербайджана. Окончила среднюю специальную музыкальную школу имени Бюльбюля, Бакинскую музыкальную академию (БМА), в которой окончила вначале фортепианный факультет, а потом и вокальный. Работала в Азербайджанском государственном театре песни имени Рашида Бейбутова и на AzTV.

## Награды и звания
- Герой Социалистического Труда (1980)
- Заслуженный деятель искусств Грузинской ССР
- Народный артист Дагестанской АССР
- Заслуженный артист Азербайджанской ССР (1946)
- Народный артист Азербайджанской ССР (1951)[9]
- Народный артист СССР (1959)
- Сталинская премия второй степени (1946) — за исполнение роли Аскера в фильме «Аршин мал алан» (1945)
- Государственная премия Азербайджанской ССР (1978)[10]
- Два ордена Ленина (06.01.1976[11], 1980)
- Орден Трудового Красного Знамени (1966)
- Орден Дружбы народов (1985)
- Медали.

## Кинотворчество

### Роли в кино
- 1945 — «Аршин Мал-Алан» — Аскер
- 1955 — «Любимая песня» (др. название — «Бахтияр») — Бахтияр Мурадов
- 1959 — «В этот праздничный вечер»
- 1970 — «Ритмы Апшерона» (фильм-концерт)
- 1974 — «Тысяча первая гастроль» — Эльдар

### Вокал
- 1945 — «Аршин Мал-Алан»
- 1953 — «Повесть о нефтяниках Каспия»
- 1955 — «Любимая песня»
- 1955 — «Хитрость старого Ашира»
- 1957 — «Я встретил девушку»
- 1963 — «Ромео, мой сосед»
- 2008 — «Абсурдистан»

### Участие в фильмах
- 1954 — «Родному народу» (документальный)
- 1956 — «К счастью» (документальный)
- 1959 — «Весна азербайджанской культуры»
- 1970 — «Встреча на свадьбе» (документальный)
- 1970 — «От сердца к сердцу» (документальный)
- 1975 — «Рашид Бейбутов» (документальный)
- 1981 — «Поющая земля»
- 1985 — «Рашид Бейбутов» (документальный)
- 1989 — «Песня сердца» (документальный)

## Память
- Одна из центральных улиц Баку носит имя певца, на этой же улице его именем названы музыкальная школа № 2 и Государственный театр песни.
- 14 декабря 2010 года с целью увековечивания этого дня группа «FLASHMOB Azerbaijan» провела флешмоб[12] в честь певца, таким образом дав дань памяти и отметив 95-летний юбилей великого представителя азербайджанской музыки и искусства[13].
- В 1996 и 2015 годах в Азербайджане в честь певца были выпущены почтовые марки.
- В июне 2016 года в Баку перед зданием Государственного театра песни имени Рашида Бейбутова установлен памятник. Автор скульптуры народный художник Азербайджана Фуад Салаев[14].

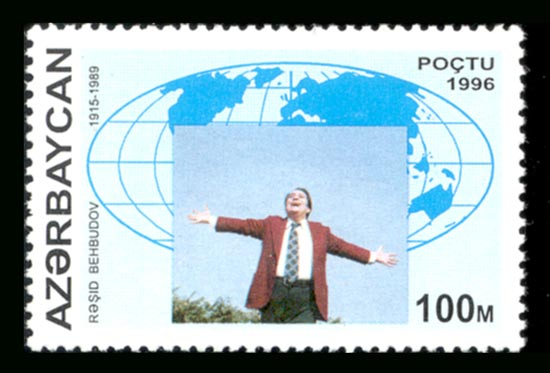
Марка Азербайджана 1996 года, посвящённая Рашиду Бейбутову
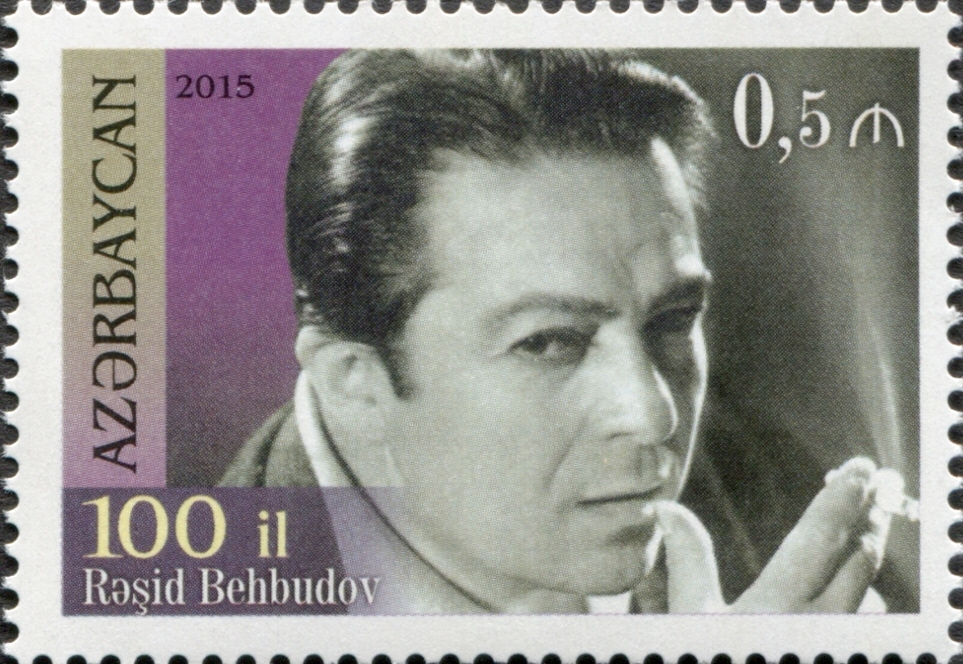
Марка Азербайджана 2015 года, посвящённая Рашиду Бейбутову
Мемориальная доска на стене дома в Баку, в котором жил Рашид Бейбутов
Памятник перед зданием Театра песни им. Р. Бейбутова в Баку. Скульптор Ф. Салаев

## Видео
- Rəşid Behbudov — Gözəlim sənsən
- Rəşid Behbudov — Sənə də qalmaz
- Рашид Бейбутов — Я встретил девушку
- Рашид Бейбутов — Песня первой любви
- Рашид Бейбутов — Азербайджан
- Рашид Бейбутов — Мир без тебя
- Рашид Бейбутов — Необыкновенные глаза